# Põhja-Pärnumaa kommun
Põhja-Pärnumaa kommun (Norra Pärnumaa kommun, estniska: Põhja-Pärnumaa vald) är en kommun i landskapet  Pärnumaa i sydvästra Estland. Köpingarna Vändra och Pärnu-Jaagupi utgör kommunens centralorter.
Kommunen bildades den 21 oktober 2017 genom en sammanslagning av köpingarna Tootsi och Vändra samt landskommunerna Halinga och Vändra.

## Orter
I Põhja-Pärnumaa kommun finns tre köpingar och 86 byar.

### Köpingar
- Pärnu-Jaagupi (centralort)
- Tootsi
- Vändra (centralort)

### Byar
- Aasa
- Allikõnnu
- Altküla
- Aluste
- Anelema
- Arase
- Eametsa
- Eense
- Eerma
- Enge
- Ertsma
- Halinga
- Helenurme
- Kaansoo
- Kablima
- Kadjaste
- Kaelase
- Kaisma
- Kalmaru
- Kangru
- Kergu
- Kirikumõisa
- Kobra
- Kodesmaa
- Kõnnu
- Kose
- Kullimaa
- Kuninga
- Kurgja
- Langerma
- Leetva
- Lehtmetsa
- Lehu
- Libatse
- Loomse
- Luuri
- Lüüste
- Maima
- Massu
- Metsaküla
- Metsavere
- Mõisaküla
- Mustaru
- Mädara
- Mäeküla
- Naartse
- Oese
- Oriküla
- Pallika
- Pereküla
- Pitsalu
- Pärnjõe
- Pööravere
- Rae
- Rahkama
- Rahnoja
- Reinumurru
- Roodi
- Rõusa
- Rukkiküla
- Rätsepa
- Salu
- Samliku
- Sepaküla
- Sikana
- Sohlu
- Sõõrike
- Soosalu
- Suurejõe
- Säästla
- Tagassaare
- Tarva
- Tõrdu
- Tühjasma
- Vahenurme
- Vakalepa
- Vaki
- Valistre
- Vee
- Venekuusiku
- Veskisoo
- Vihtra
- Viluvere
- Võidula
- Võiera
- Ünnaste